# Pseudacris hypochondriaca
Pseudacris hypochondriaca är en groddjursart som först beskrevs av Hallowell 1854.  Pseudacris hypochondriaca ingår i släktet Pseudacris och familjen lövgrodor.

## Underarter
Arten delas in i följande underarter:
- P. h. hypochondriaca
- P. h. curta